# Balclutha
Balclutha — рід цикадок із ряду клопів.

## Опис
Цикадки розміром 3—5 мм. Стрункі, з заокругленою поперечною головою, яка разом з очима зазвичай вужче переднеспинки. Представлені більше ніж десятьма видами.

## Систематика
У складі роду:
- Balclutha boica Wagner, 1950
- Balclutha brevis Lindberg, 1954
- Balclutha calamagrostis Ossiannilsson, 1961
- Balclutha chloris (Horváth, 1894)
- Balclutha frontalis (Ferrari, 1882)
- Balclutha hebe (Kirkaldy, 1906)
- Balclutha nicolasi (Lethierry, 1876)
- Balclutha pauxilla Lindberg, 1954
- Balclutha pellucens Horváth, 1909
- Balclutha punctata (Fabricius, 1775)
- Balclutha rhenana Wagner, 1939
- Balclutha saltuella (Kirschbaum, 1868)
- Balclutha tricolor (Gmelin, 1790)